# Артур-Александр Сауесельґ
Артур-Александр Сауесельґ (Саусельґ) (ест. Artur Aleksander Saueselg (Sauselg); 17 жовтня 1894, Яуса (острів Хийумаа), Гапсальський повіт, Естляндська губернія, Російська імперія — 29 серпня 1965, Таллінн, ЕРСР, СРСР) — естонський і радянський військовий діяч, учасник Естонської визвольної та Німецько-радянської війни. У роки Німецько-радянської війни командував 249-ю стрілецькою дивізією.

## Життєпис
До служби в армії Сауесельґ був матросом на вітрильному судні.
1913 року в Раквері закінчив міське училище. Потім працював електриком на цементному заводі у селищі Азері.
У Першу світову війну в грудні 1914 року добровільно вступив на військову службу і був зарахований до 2-го запасного батальйону в місті Оранієнбаум.
15 червня 1915 року відряджений до 3-ї Петроградської школи прапорщиків, по закінченні якої 15 серпня того ж року був зроблений у прапорщики і направлений на фронт. До грудня 1917 року проходив службу на посадах молодшого офіцера роти, командира роти та батальйону у складі 227-го піхотного Єпіфанського, 605-го піхотного та 768-го піхотного Граївського полків. Воював з ними в Польщі та Румунії, дослужився до штабс-капітана. За бойові відзнаки нагороджений орденами Святої Анни 3 ст. з мечами та бантом, Святого Станіслава 3-й ст. з мечами та бантом, Святої Анни 4-й ст. з написом «За хоробрість».
У грудні 1917 року з 768-го піхотного Траєвського полку відбув у відпустку. Будучи у місті Раквере, отримав телеграму про розпуск полку, після чого з 10 січня 1918 року там же зарахований до 4-го Естонського піхотного полку начальником кулеметної команди.
У громадянську війну в Росії з листопада 1918 року Сауесельг у званні штабс-капітана командував батальйоном у 5-му піхотному полку Естонської народної армії (на Нарвському та Південному фронтах), з вересня 1919 року у званні капітана був командиром окремого Качаловського батальйону (район Печори). У складі цих частин брав участь у боях проти Червоної армії, за що естонським урядом нагороджений орденом «Хрест Свободи».
З серпня 1920 року командував ротою в партизанському полку в Сакалі (район Тарту). З грудня був командиром роти і батальйону в 5-й Естонській армії в районі Верро, Раквере, з січня 1923 — молодшим офіцером і начальником навчальної команди 6-го полку Естонської армії в місті Пярну.
З січня по липень 1925 року капітан Сауесельґ перебував на навчанні на курсах кадрових офіцерів у Таллінні, після повернення до 6-го полку призначений полковим ад'ютантом. З липня 1926 командував батальйоном в Сакалаському партизанському полку, потім знову в 6-му полку в місті Пернов. З 8 жовтня 1928 підполковник Сауесельґ — слухач Військової академії в місті Таллінні, після закінчення якої в серпні 1929 призначений командиром 3-го окремого батальйону в місті Валга. З січня 1930 виконував посаду начальника штабу 2-ї дивізії Естонської армії в місті Тарту. У квітні 1934 був призначений начальником Таллінського військового училища. 14 червня 1934 року Артур Сауесельґ керував тактичними навчаннями у Вальдекі. З його вини стався нещасний випадок: у безпосередній близькості від групи солдатів розірвався снаряд, який упустив курсант Йоханнес Каттай. Внаслідок вибуху було вбито 10 людей. 15 березня 1935 року Сауесельґа визнали винним у недбалості і засудили до восьмимісячного арешту. З вересня 1936 по січень 1940 — начальник Вільянського і Пернівського військових округів, з серпня 1940 — командувач 4-й дивізією в місті Вільянді.
З окупацією Естонської Республіки СРСР наказом НКО від 15.11.1940 Сауесельг був зарахований у кадри РСЧА з присвоєнням військового звання — полковник — і призначений командиром 171-го територіального стрілецького полку ПрибОВО (182-а стрілецька дивізія). У червні 1941 року спрямований на навчання на КУДКОС при Військовій академії РСЧА ім. М. В. Фрунзе.
У Німецько-радянську війну Сауесельґ у грудні 1941 року закінчив курси та був залишений в академії викладачем кафедри тактики. У січні 1942 року був направлений до УрВО на посаду командира 354-го стрілецького полку 7-ї Естонської стрілецької дивізії . До квітня дивізія формувалася в Камишловських таборах Свердловської області, потім переведена в місто Єгор'євськ Московської області, де продовжувала займатися бойовою підготовкою. 28 вересня полковника Сауесельга було призначено командиром 249-ї Естонської стрілецької дивізії, яка перебувала на доформуванні в районі міста Коломна. З 22 жовтня дивізія полягала у резерві Ставки ВГК, а початку листопада була передислокована на Калінінський фронт. З 13 грудня вона у складі 8-го Естонського стрілецького корпусу 3-ї ударної армії зайняла оборону в районі Заріччя, Каменкіно, Фішково, оз. Кисла, Рилова і 19 грудня вступила в бій з німецькими військами в районі Великі Луки на східному березі річки Ловаті, беручи участь у Великолуцькій наступальній операції. Як командир дивізії Сауесельґ виявив себе з негативного боку: під час операції розгубився і зміг керувати боєм. За це 29 грудня він був усунений з посади і зарахований у розпорядження Військової ради Калінінського фронту, а його місце зайняв Йоган Ломбак. З 14 січня 1943 року Сауесельґ — старший викладач тактики на курсах «Постріл». Торішнього серпня 1944 року переведений посаду керівника тактики Харківських курсів удосконалення офіцерів піхоти. За клопотанням секретаря ЦК КП(б) Естонії М. Каротамма 9 листопада 1944 полковник Сауесельґ зарахований у запас Червоної армії за ст. 43, п. «а» (для використання на радянській роботі).
Після звільнення обіймав посаду начальника відділу військово-фізичної підготовки Наркомату освіти Естонської РСР, потім заступника міністра освіти республіки. З липня 1947 був начальником адміністративно-господарського відділу Міністерства освіти Естонської РСР. З листопада 1952 року працював бригадиром цеху на жерстяно-літографічному заводі «Норма» у Таллінні.
Сестра Артура, Альма, була одружена з Миколою Каротаммом.
Похований у Таллінні на цвинтарі Лійва.